# Península de Dingle
La península de Dingle  (en irlandés: Corca Dhuibhne), a veces también llamada Corkaguiney, está localizada en el condado de Kerry, siendo el punto más al oeste de Irlanda. La ciudad más importante situada en la península es Dingle, con aproximadamente 2000 habitantes. Limita al este con la cordillera Slieve Mish ("Montaña de los fantasmas"). Al oeste de su extremo occidental se encuentran las islas Blasket, actualmente deshabitadas.

## Geografía
A la península llega la corriente del Golfo, brindándole una inusual flora y fauna local.

## Historia
La península de Dingle tiene una profunda asociación con San Brendan, quién se dice que zarpó del Monte Brandon hacia América, pasando por Islandia y Groenlandia en un velero hecho de listones y cueros.
La National Geographic lo ha descrito como "el lugar más bello sobre la tierra" por el paisaje verde, las colinas rocosas y los asombrosos acantilados.

## Cultura y lenguaje
La zona es uno de los lugares de más uso del gaélico en Irlanda. Muestra de ello es que muchos de los más importantes autores en este idioma son de la zona, como Ó Siochfhradha y Peig Sayers entre otros.
En sus parajes se rodó la mayor parte del film de 1970 de David Lean La hija de Ryan.

## Arqueología
En la zona se han encontrado numerosos sitios prehistóricos y bajomedievales como el Gallarus Oratory, el Fuerte Dunbeg de la Edad de Hierro o las ruinas del monasterio de Riasc del siglo VII.

## Galería

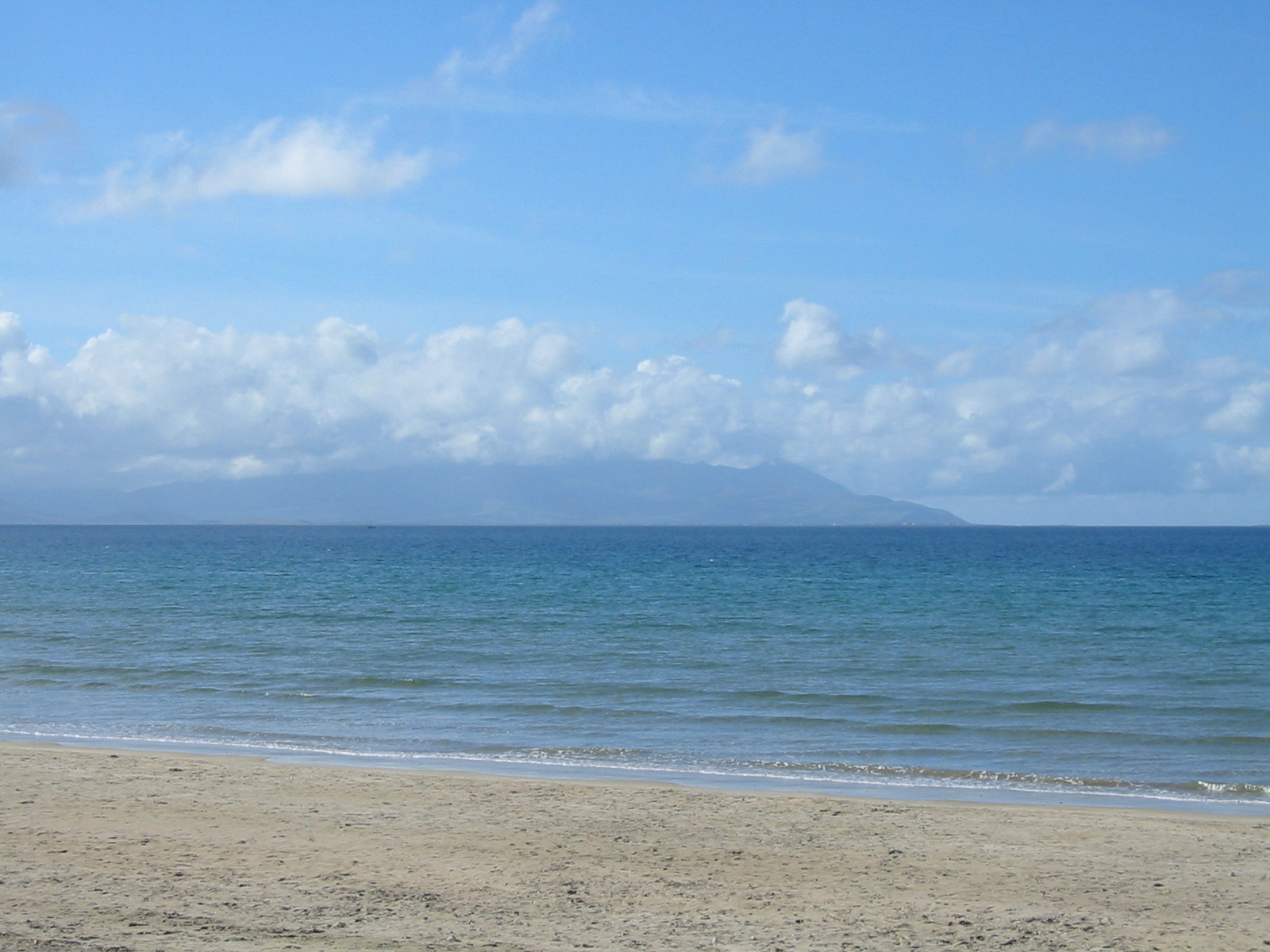
Dingle vista de la península desde Banna Strand.
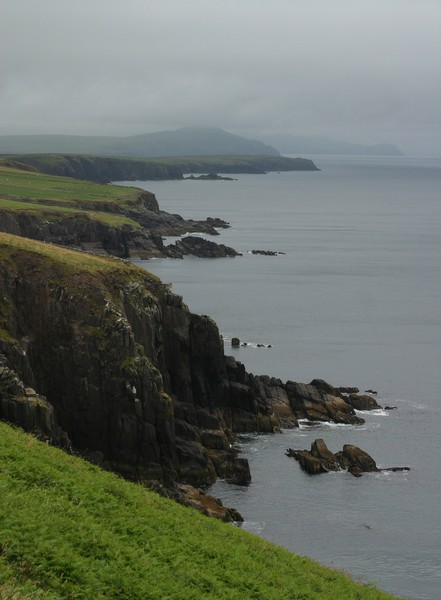
Línea costera de la península Dingle.
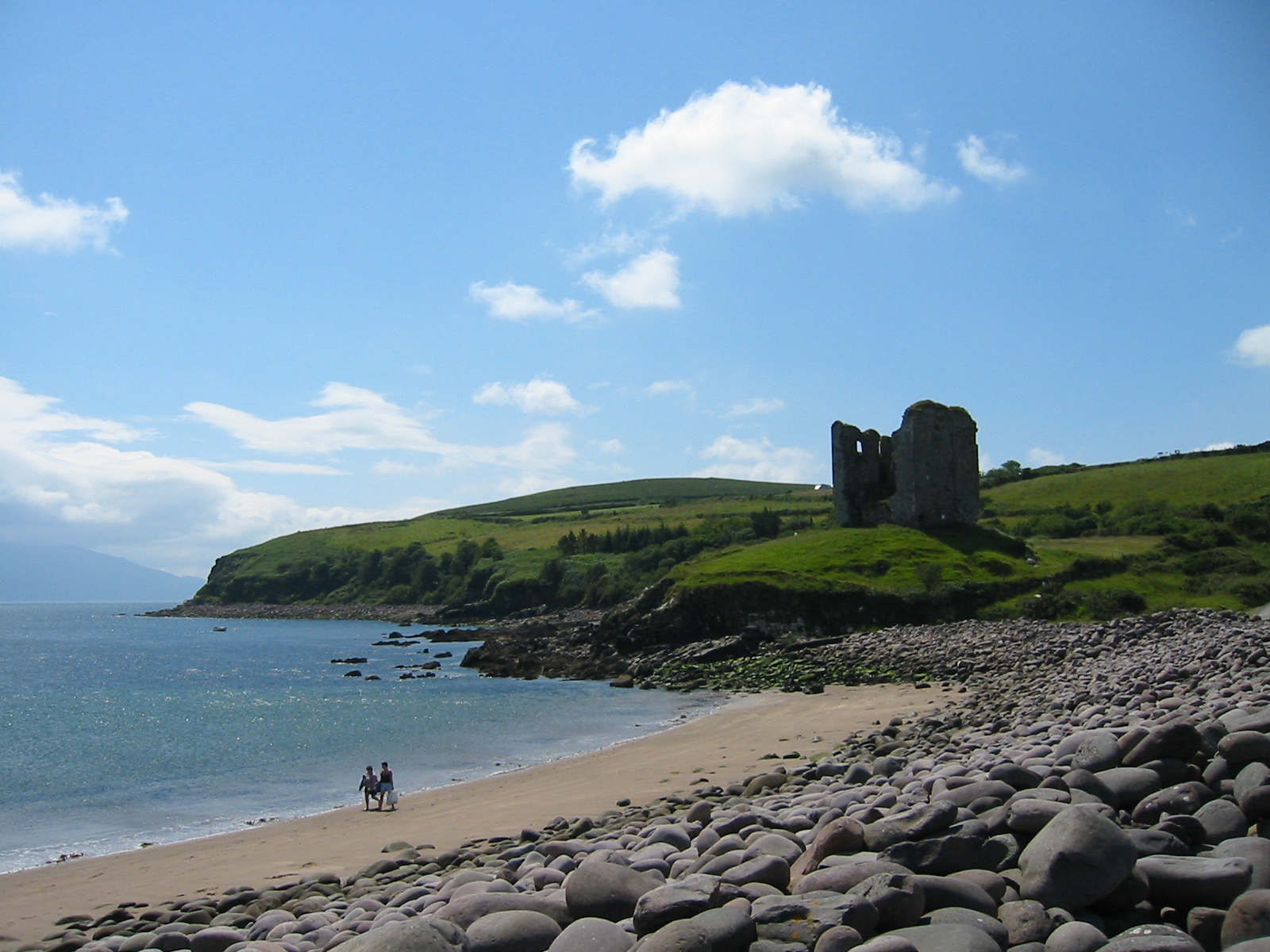
Castillo Minard, Lispole, condado de Kerry.